# Championnats du monde de slalom (canoë-kayak) 1955
Navigation
Championnats du monde de slalom 1953 Championnats du monde de slalom 1957
Les 4e Championnats du monde de slalom en canoë-kayak  se sont déroulés en 1955 à Tacen, en Yougoslavie (maintenant en Slovénie) sous l'effigie de la Fédération internationale de canoë.

## Podiums

### Femmes

#### Kayak
| Epreuve                | Or                                                         | Points | Argent                                                                        | Points | Bronze                                                        | Points |
| Folding K-1            | Rosemarie Biesinger (FRG)                                  |        | Karin Tietze (GDR)                                                            |        | Eva Setzkorn (GDR)                                            |        |
| Folding K-1 par équipe | Allemagne de l'Est Karin Tietze Elfriede Hugo Eva Setzkorn |        | Allemagne de l'Ouest Rosemarie Biesinger Anni Reifinger Hanni Mendes da Costa |        | Tchécoslovaquie Jaroslava Havlova Kveta Havlova Renate Knyova |        |

### Hommes

#### Canoë
| Epreuve        | Or                                                              | Points | Argent                                                                    | Points | Bronze                                                             | Points |
| C-1            | Vladimir Jirasek (TCH)                                          |        | Ludek Benes (TCH)                                                         |        | Karl-Heinz Wozniak (GDR)                                           |        |
| C-1 par équipe | Tchécoslovaquie Ludek Benes Jiri Hradil Vladimir Jirasek        |        | Allemagne de l'Est Karl-Heinz Wozniak Dieter Fritzsche Manfred Schubert   |        | Suisse Roland Bardet Jean-Claude Tochon Michel Weber               |        |
| C-2            | France Claude Neveu Roger Paris                                 |        | Allemagne de l'Est Dieter Friedrich Horst Kleinert                        |        | Tchécoslovaquie Frantisek Hrabe Jiri Kotana                        |        |
| C-2 par équipe | Tchécoslovaquie Fleger / Rehor Hendrych / Lansky Hrabe / Kotana |        | Allemagne de l'Est Brendel / Grosswig Friedrich / Kleinert Goethe / Weise |        | Autriche Haider / Jarosch Kerbel / Steinwendtner Falkner / Schauer |        |

#### Kayak
| Epreuve                | Or                                                                     | Points | Argent                                                | Points | Bronze                                                         | Points |
| Folding K-1            | Sigi Holzbauer (FRG)                                                   |        | Miroslav Duffek (SUI)                                 |        | Joze Ilja (YUG)                                                |        |
| Folding K-1 par équipe | Allemagne de l'Ouest Alois Würfmannsdobler Manfred Vogt Sigi Holzbauer |        | Autriche Robert Fabian Rudolf Klepp Eduard Radelspöck |        | Tchécoslovaquie Vladimir Cibak Mudr Matejovsky Dimitrij Skolil |        |

### Mixte

#### Canoë
| Epreuve | Or                                        | Points | Argent                             | Points | Bronze                                           | Points |
| C-2     | Tchécoslovaquie Dana Martinová Jirí Pecka |        | France Simone Gavinet René Gavinet |        | Tchécoslovaquie Jarmila Pacherová Miroslav Cihak |        |

## Tableau des médailles
| Rang  | Nation               | Or | Argent | Bronze | Total |
| ----- | -------------------- | -- | ------ | ------ | ----- |
| 1     | Tchécoslovaquie      | 4  | 1      | 4      | 9     |
| 2     | Allemagne de l'Ouest | 3  | 1      | 0      | 4     |
| 3     | Allemagne de l'Est   | 1  | 4      | 2      | 7     |
| 4     | France               | 1  | 1      | 0      | 2     |
| 5     | Autriche             | 0  | 1      | 1      | 2     |
| 6     | Suisse               | 0  | 1      | 1      | 2     |
| 7     | Yougoslavie          | 0  | 0      | 1      | 1     |
| Total | Total                | 9  | 9      | 9      | 27    |